# Den tyske hemmelighed - en film om krig, kærlighed - og løgn
Den tyske hemmelighed - en film om krig, kærlighed - og løgn er en dansk portrætfilm fra 2005, der er instrueret af Lars Johansson.

## Handling
Kirsten Blohm er født i 1946 i et amerikansk fængsel i Tyskland. Hendes søgen efter sin herkomst afdækker historien om moderen Signe Gondrup og en tysk officer. En historie om krig og kærlighed, flugt og fangenskab, tavshed og løgn. Filmen følger Kirsten Blohms opklaring og rejse i sin mors fodspor. En opklaring, der afdækker en række dramatiske begivenheder og fører meget mere med sig, end hun på forhånd kunne ane.